# Chaetonotus mediterraneus
Chaetonotus mediterraneus is een buikharige uit de familie Chaetonotidae. De wetenschappelijke naam van de soort werd in 1997 voor het eerst geldig gepubliceerd door Balsamo, Hummon, Todaro & Tongiorgi. De soort wordt in het ondergeslacht Chaetonotus geplaatst.